# Abe Norijuki
Abe Norijuki (阿部 記之 (korábban 阿部 紀之); Hepburn: Noriyuki Abe; Kiotó, 1961. július 19. –) filippínó-japán animerendező, storyboard rajzoló és hangrendező. Legjobban a Studio Pierrot-nál végzett rendezői munkássága, a Ninku, a Recca no honó, a Bleach és a Yu Yu Hakusho mangák animeadaptációinak elkészítése után ismert. 1993-ban és 1994-ben elnyerte az Animage Anime Grand Prix díját.

## Munkái
- Norakuro (1987, televíziós sorozat), epizódrendező
- Musashi, the Samurai Lord (1990, televíziós sorozat), storyboard, epizód rendező
- Ore va csokkaku (1991, televíziós sorozat), epizódrendező
- Yu Yu Hakusho – A szellemfiú (1992, televíziós sorozat), rendező, storyboard, epizódrendező, animációrendező
- Yu Yu Hakusho: The Movie (1993, film), rendező
- Yu Yu Hakusho: Meikai sitó hen – Honó no kizuna (1994, film), felügyelet
- Ninku (1995, televíziós sorozat), rendező, storyboard
- Ninku the Movie (1996, film), rendező, storyboard
- Midori no makibaó (1996, televíziós sorozat), rendező, epizódrendező
- Recca no honó (1997, televíziós sorozat), rendező, storyboard, epizódrendező
- Saber Marionette J to X (1998, televíziós sorozat), storyboard (16. epizód)
- Csiiszana kjodzsin Microman (1999, televíziós sorozat), rendező
- Great Teacher Onizuka (1999, televíziós sorozat), rendező, storyboard, felvételrendező
- Szeikai no szenki (2000, televíziós sorozat), storyboard
- Bújj, bújj, szellem! (2000, televíziós sorozat), rendező, hangrendező
- Super Gals! Kotobuki ran (2001, televíziós sorozat), storyboard (5., 8. epizód)
- Szeikai no szenki II (2001, televíziós sorozat), storyboard
- Vadmacska kommandó (2002, televíziós sorozat), rendező, felvételrendező
- Tantei Gakuen Q (2003, televíziós sorozat), rendező, storyboard, epizódrendező
- Bleach (2004, televíziós sorozat), rendező, storyboard, epizód rendező, szakmai igazgató
- Bleach: Emlékek az esőben (2004, OVA), rendező
- Bleach: Az elzárt kard őrjöngése (2005, OVA), rendező
- Bleach: Elveszett emlékek (2006, film), rendező, storyboard[1]
- Bleach: A gyémántpor lázadás (2007, film), rendező, storyboard, részlegigazgató
- Bleach: Homályos emlékek (2008, film), rendező[2][3]
- Bleach: A pokol fejezet (2010, film), rendező
- Boruto: Naruto a következő generáció (2017, televíziós sorozat) rendező

## Fordítás
Ez a szócikk részben vagy egészben  a   Noriyuki Abe című angol Wikipédia-szócikk ezen változatának fordításán alapul.  Az eredeti cikk szerkesztőit annak laptörténete sorolja fel. Ez a jelzés csupán a megfogalmazás eredetét és a szerzői jogokat jelzi, nem szolgál a cikkben szereplő információk forrásmegjelöléseként.